# San Leonardo de Albis
San Leonardo de Albis, även benämnd Sancti Leonardi apud plateam Iudeorum, var en kyrkobyggnad i Rom, helgad åt den helige Leonard av Noblac. Kyrkan var belägen vid dagens Piazza Costaguti i Rione Sant'Angelo.

## Kyrkans historia
Tillnamnet ”de Albis” syftar på den romerska familjen de Blancis. ”Plateam Iudeorum” avser Piazza Giudea vid Roms getto. Denna piazza (torg) är delvis demolerad, delvis införlivad med Via di Santa Maria del Pianto.
Kyrkan uppfördes under medeltiden och var belägen ungefär mittemot Santa Maria in Publicolis. San Leonardo nämns för första gången i Il catalogo Parigino (cirka 1230) som s. Leonardus. Därutöver omnämns den i  Il catalogo di Torino (cirka 1320) som Ecclesia sancti Leonardi de Albis.
I slutet av 1500-talet övertogs kyrkan av Compagnia degli Scultori e Marmorari, skulptörernas och marmorhantverkarnas skrå. I början av 1600-talet ämnade den påvlige skattmästaren Costanzo Patrizi bygga ut sitt palats – dagens Palazzo Costaguti – och införskaffade den intilliggande kyrkan San Leonardo. Kort därefter, under påve Paulus V:s pontifikat, revs kyrkan.